# Big 12 Regular Season 2008 (Herrentennis)

Logo der Big 12 Conference

Die Tennisliga der Big 12 Conference wurde 2008 zum zwölften Mal ausgetragen und bildete gemeinsam mit dem Finalturnier, der Big 12 Men’s Tennis Championships 2008, die Big 12 Conference 2007/08 (Herrentennis). Die Spiele wurden in einem Zeitraum von etwa einem Monat im Frühjahr ausgetragen. Die Meisterschaft teilten sich die University of Texas und die Baylor University.
Im Anschluss an die Regular Season wurden vom 24. bis zum 27. April die Big 12 Championships in College Station, Texas ausgetragen.

## Teilnehmende Mannschaften
| Universität               | Teamname               | ITA 1 | Stadt           | Bundesstaat | Tennisanlage                     |
| ------------------------- | ---------------------- | ----- | --------------- | ----------- | -------------------------------- |
| University of Texas       | Texas Longhorns        | 4     | Austin          | Texas       | Penick-Allison Tennis Center     |
| Baylor University         | Baylor Bears           | 16    | Waco            | Texas       | Baylor Tennis Center             |
| Oklahoma State University | Oklahoma State Cowboys | 24    | Stillwater      | Oklahoma    | Jack DeBois Tennis Complex       |
| Texas Tech University     | Red Raiders            | 21    | Lubbock         | Texas       | McLeod Tennis Center             |
| Texas A&M University      | Texas A&M Aggies       | 19    | College Station | Texas       | George P. Mitchell Tennis Center |
| University of Oklahoma    | Oklahoma Sooners       | 62    | Norman          | Oklahoma    | Headington Family Tennis Center  |
| University of Nebraska    | Nebraska Cornhuskers   | –     | Lincoln         | Nebraska    | Nebraska Tennis Center           |

## Saisonverlauf
Am Ende der Saison teilten sich die University of Texas und die Baylor University den Titel. Erstere stand damit zum fünften Mal an der Spitze; Baylor gelang dies bereits zum achten Mal. Bereits 2006 hatten die beiden Universitäten gemeinsam den ersten Rang belegt.
| Datum     | Heimmannschaft | Gastmannschaft | Ergebnis | Beleg  |           | Datum          | Heimmannschaft | Gastmannschaft | Ergebnis | Beleg |
| 22. März  | Texas Tech     | Texas A&M      | 4:3      | [ 4 ]  | 12. April | Texas Tech     | Texas          | 4:3            | [ 5 ]    |       |
| 28. März  | Texas          | Oklahoma State | 6:1      | [ 6 ]  | 12. April | Oklahoma State | Baylor         | 1:6            | [ 7 ]    |       |
| 28. März  | Texas A&M      | Oklahoma       | 4:3      | [ 8 ]  | 13. April | Oklahoma       | Baylor         | 1:6            | [ 9 ]    |       |
| 30. März  | Texas          | Oklahoma       | 7:0      | [ 10 ] | 13. April | Texas Tech     | Nebraska       | 7:0            | [ 11 ]   |       |
| 30. März  | Texas A&M      | Oklahoma State | 3:4      | [ 12 ] | 16. April | Oklahoma State | Oklahoma       | 6:1            | [ 13 ]   |       |
| 2. April  | Texas A&M      | Baylor         | 1:6      | [ 14 ] | 16. April | Baylor         | Texas          | 3:4            | [ 15 ]   |       |
| 4. April  | Oklahoma       | Texas Tech     | 0:7      | [ 16 ] | 18. April | Baylor         | Nebraska       | 7:0            | [ 17 ]   |       |
| 4. April  | Nebraska       | Oklahoma State | 2:5      | [ 18 ] | 19. April | Texas          | Texas A&M      | 4:3            | [ 19 ]   |       |
| 5. April  | Nebraska       | Texas          | 0:7      | [ 20 ] | 19. April | Baylor         | Texas Tech     | 5:2            | [ 21 ]   |       |
| 6. April  | Oklahoma State | Texas Tech     | 4:3      | [ 22 ] | 20. April | Oklahoma       | Nebraska       | 6:1            | [ 23 ]   |       |
| 11. April | Nebraska       | Texas A&M      | 2:5      | [ 24 ] |           |                |                |                |          |       |

## Abschlusstabelle
| Platz | Universität    | Bilanz | Punkte | Heimbilanz | Gastbilanz |
| ----- | -------------- | ------ | ------ | ---------- | ---------- |
| 1.    | Texas          | 5:1    | 0,833  | 3:0        | 2:1        |
| 1.    | Baylor         | 5:1    | 0,833  | 2:1        | 3:0        |
| 3.    | Oklahoma State | 4:2    | 0,667  | 2:1        | 2:1        |
| 3.    | Texas Tech     | 4:2    | 0,667  | 3:0        | 1:2        |
| 5.    | Texas A&M      | 2:4    | 0,333  | 1:2        | 1:2        |
| 6.    | Oklahoma       | 1:5    | 0,167  | 1:2        | 0:3        |
| 7.    | Nebraska       | 0:6    | 0,000  | 0:3        | 0:3        |

Statistik
- 57 % Heimsiege
- 43 % Auswärtssiege